# Бродки (Липецкая область)
Бродки — деревня в Становлянском районе Липецкой области России. Входит в состав Красно-Полянского сельсовета.

## География
Деревня находится в северо-западной части Липецкой области, в лесостепной зоне, в пределах Среднерусской возвышенности, на берегах реки Пальна, при автодороге 42К-625, на расстоянии примерно 7 км (по прямой) к северо-востоку от села Становое, административного центра района. Абсолютная высота — 178 м над уровнем моря.

### Климат
Климат характеризуются как умеренно континентальный, с умеренно холодной продолжительной зимой и тёплым летом. Среднегодовая температура воздуха составляет 5,3 °С. Средняя температура воздуха самого холодного месяца (января) — −9,8 °C (абсолютный минимум — −38 °C); самого тёплого месяца (июля) — 19,6 °C (абсолютный максимум — 38 °C). Безморозный период длится около 134 дней. Среднегодовое количество атмосферных осадков составляет 550 мм, из которых около 328 мм выпадает в период с апреля по октябрь. Снежный покров держится в течение 150—160 дней.

### Часовой пояс
Деревня Бродки, как и вся Липецкая область, находится в часовой зоне МСК (московское время). Смещение применяемого времени относительно UTC составляет +3:00.

## Население
| 2010 |
| ---- |
| 265  |

### Половой состав
По данным Всероссийской переписи населения 2010 года, в гендерной структуре населения мужчины составляли 44,9 %, женщины — соответственно 55,1 %.

### Национальный состав
Согласно результатам переписи 2002 года, в национальной структуре населения русские составляли 86 % из 290 чел.